# Стассен, Люка
Люка́ Фредери́к Стассе́н (фр. Lucas Frédéric Stassin; род. 29 ноября 2004, Брен-ле-Конт, Валлония) — бельгийский футболист, нападающий клуба «Сент-Этьен».

## Клубная карьера
Стассин — воспитанник клуба «Андерлехт». 13 октября 2022 года в поединке Лиги конференций против английского «Вест Хэм Юнайтед» Лукас дебютировал за основной состав. 16 октября в матче против «Брюгге» он дебютировал в Жюпиле лиге. Летом 2023 года Стассин перешёл в «Вестерло», подписав контракт на четыре года. Сумма трансфера составила 1,5 млн. евро. 29 июля в матче против «Эйпена» он дебютировал за новую команду. В этом же поединке Лукас забил свой первый гол за «Вестерло». 
Летом 2024 года Стассен перешёл во французский «Сент-Этьен», подписав контракт на четыре года. Сумма трансфера составила 10 млн. евро. 13 сентября в матче против «Лилля» он дебютировал в Лиге 1. 13 декабря в поединке против «Тулузы» Люка забил свой первый гол за «Сент-Этьен». 